# برگه ۷۳۰
برگه ۷۳۰ (به انگلیسی: Breguet 730) یک هواگرد ساختِ کارخانهٔ برگه اویاسیون در کشور فرانسه است . نخستین استفاده‌کنندهٔ این هواپیما نیروی دریایی فرانسه بوده‌است. این هواگرد برای نخستین بار در ۴ آوریل ۱۹۳۸ میلادی مورد استفاده قرار گرفت.